# Sändningstillstånd
Sändningstillstånd är i Sverige det tillstånd som regeringen ger Sveriges Radio (SR), Utbildningsradion (UR), Sveriges Television (SVT) och TV4 att sända radio och TV via marknätet.
Mitt i tillståndsperioden förs "halvtidsdialogen" med bolagen för att stämma av och lyfta frågor som behöver ses över inför den kommande tillståndsperioden.De nu gällande tillstånden trädde i kraft 1 april 2020 och löper till och med 31 december 2025. 

## Innehåll
SR, UR och SVT:s sändningstillstånd vilar på Radio- och TV-lagen som bland annat säger att sändningarna ska vara oberoende av politiska och ekonomiska intressen i landet. I den åttonde paragrafen återfinns essensen av det som kallas public service: Att programmen ska "präglas av folkbildningsambitioner", att det ska finnas en mångfald av åsikter, olika intressen ska tillgodoses när det gäller religion, kultur och vetenskap samt att programmen ska ha hög kvalitet.
Sändningstillståndet ger också SR, UR och SVT beredskapsuppdraget att sända viktigt meddelande till allmänheten (VMA) med efterföljande information i händelse av kris eller krig.

### Språkvård
I sändningstillstånden för SVT, SR och UR har bolagen ett särskilt ansvar för det svenska språket ("språkvårdsfrågor ska beaktas i verksamheten" och att "språket ska vara vårdat"), men ansvaret är inte preciserat. Bolagen har särskilt anställda språkvårdare som bistår journalister med råd och rekommendationer avseende konstruktioner och uttal, samt även språkdatabasen Dixi. Att bryta mot råden får ingen påföljd.

### Lydnadsparagrafen
Sändningstillstånden innehåller en paragraf som kallas lydnadsparagrafen. I den framgår att om högsta beredskap råder i landet ska bolagen utgöra självständiga organisationer med totalförsvarsuppgifter och lyda direkt under Sveriges regering och UR:s resurser ska tillföras SR och SVT. Det har väckt frågor om hur det publicistiska oberoendet för bolagen påverkas.

## Fotnoter